# Frans Krätzig
Frans Krätzig (* 14. Januar 2003 in Nürnberg) ist ein deutscher Fußballspieler, der beim FC Red Bull Salzburg unter Vertrag steht.

## Karriere

### Vereine
Krätzig begann das Fußballspielen in seiner Heimatstadt beim Post SV Nürnberg, bevor er von 2012 bis 2017 im Nachwuchsleistungszentrum des 1. FC Nürnberg aktiv war. Im Jahr 2017, im Alter von 14 Jahren, wechselte er als offensiver Mittelfeldspieler in den Nachwuchs des FC Bayern München. Er war seinerzeit eines der ersten Talente auf dem FC Bayern Campus. In der Saison 2019/20 spielte Krätzig bis zum Abbruch aufgrund der COVID-19-Pandemie in 13 Partien (1 Tor) für die U17 des FC Bayern in der B-Junioren-Bundesliga. In den Spielzeiten 2020/21 und 2021/22 stand Krätzig im Kader der U19. Aufgrund der Pandemie und einer langwierigen Schambeinentzündung im Herbst 2021 kam er dort letztlich auf acht Einsätze in der A-Junioren-Bundesliga. 
Zur Saison 2022/23 wurde Krätzig in die zweite Mannschaft des FC Bayern hochgezogen, die in der viertklassigen Regionalliga Bayern spielte. Nachdem er in der Hinrunde noch im zentralen Mittelfeld eingesetzt worden war, spielte er ab Februar 2023 überwiegend als linker Außenverteidiger. 
Im Sommer 2023 nahm Krätzig an der Vorbereitung der ersten Mannschaft teil und wurde auch bei der Asienreise in Testspielen eingesetzt, wo er erstmals mit einem Treffer gegen den FC Liverpool auf sich aufmerksam machte. Zu Beginn der Saison 2023/24 stand er bei den Spielen der ersten Mannschaft im Kader und kam am 23. September 2023 (5. Spieltag) mit Einwechslung für Alphonso Davies in der 65. Minute beim 7:0-Sieg im Heimspiel gegen den VfL Bochum zu seinem Bundesligadebüt. Am 26. September 2023 kam er beim  Auswärtsspiel gegen Preußen Münster zu seinem Debüt im DFB-Pokal, bei dem er in der 11. Minute für Serge Gnabry eingewechselt wurde und in der Nachspielzeit der ersten Halbzeit das Tor zum zwischenzeitlichen 0:3 erzielte.
Anfang Oktober 2023 unterschrieb er einen Vertrag bis 30. Juni 2027. Nachdem er in der Hinrunde insgesamt vier Bundesligaspiele gemacht hatte, wurde er im Februar 2024 an den österreichischen Bundesligisten FK Austria Wien verliehen. Während der Leihe kam er zu 14 Einsätzen in der Bundesliga für die Austria und erzielte dabei ein Tor.
Zur Saison 2024/25 wurde er innerhalb Deutschlands an den Vizemeister VfB Stuttgart weiterverliehen. Unter Sebastian Hoeneß kam er bis zur Winterpause allerdings nur auf eine Einwechslung in der Bundesliga. Auf der Linksverteidigerposition wurden ihm Maximilian Mittelstädt und Ramon Hendriks vorgezogen, sodass er auch kaum für den Spieltagskader nominiert wurde. Krätzig absolvierte daher nur noch zwei Spiele im DFB-Pokal, einen Einsatz im DFL-Supercup und noch zwei Partien für die zweite Mannschaft in der 3. Liga.
Während der Winterpause wurde die Leihe vorzeitig beendet und Krätzig ab Anfang Januar 2025 an den abstiegsbedrohten Ligakonkurrenten 1. FC Heidenheim weiterverliehen. In seinem Pflichtspieldebüt für den 1. FC Heidenheim am 11. Januar 2025 (16. Spieltag) beim 2:0-Sieg im Heimspiel gegen den 1. FC Union Berlin gelang ihm mit dem 1:0-Führungstreffer in der 17. Minute sein erstes Bundesligator.
Im Juni 2025 wechselte Krätzig im Sondertransferfenster im Rahmen der Klub-WM 2025 zum österreichischen Bundesligisten FC Red Bull Salzburg, bei dem er einen Vertrag bis 30. Juni 2029 unterschrieb.

### Nationalmannschaft
Krätzig debütierte als Nationalspieler in der U20-Nationalmannschaft, die am 7. September 2023 in Berlin das in Freundschaft ausgetragene Länderspiel gegen die U20-Nationalmannschaft Italiens mit 1:1 unentschieden beendete. Sein erstes Länderspieltor erzielte er am 22. März 2024 in Oliva beim 3:1-Sieg im Testspiel gegen die U20-Nationalmannschaft Spaniens mit dem Treffer zum 3:0 in der 58. Minute. Im August 2024 wurde er für die U21-Nationalmannschaft nominiert.